# Iron Lung (película)
Iron Lung es una película de terror de ciencia ficción estadounidense que aún no tiene fecha de lanzamiento. Está escrita, dirigida, producida y protagonizada por Mark Fischbach, youtuber angloparlante reconocido, en su debut como director.
Es una adaptación del videojuego de 2022 de David Szymanski. La película fue anunciada públicamente en abril de 2023, ya casi finalizado su rodaje.

## Trama
La película se ambienta en un futuro posapocalíptico, donde un evento conocido como "The Quiet Rapture" ("El rapto silencioso") ocasionó que todas las estrellas conocidas y los planetas habitables en el universo desaparecieran. Un convicto es enviado a buscar un océano de sangre descubierto en una luna aislada, usando un cutre submarino enano apodado "Iron Lung" ("Pulmón de hierro").

## Reparto
- Mark Fischbach
- Carolina Rosa Kaplan
- Seán McLoughlin
- David Szymanski (a modo de cameo)

## Producción

### Desarrollo

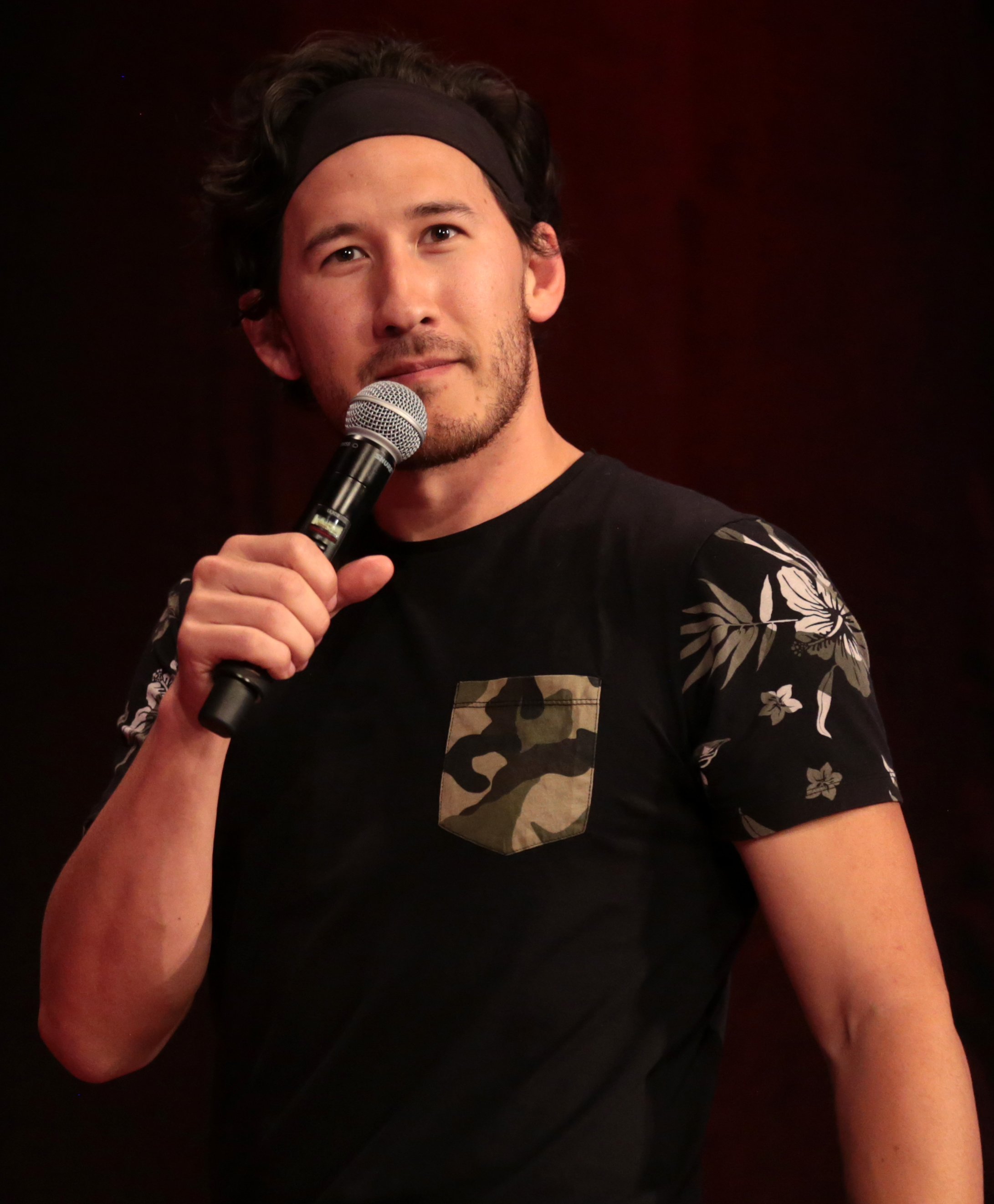
Mark Fischbach, quien dirigirá, producirá, escribirá y financiará la película.

El 16 de febrero de 2023, David Szymanski bromeó en Twitter que Mark Fischbach y Seán McLoughlin participarían en una adaptación a la pantalla grande de su juego, Iron Lung, con una banda sonora de Andrew Hulshult.  Fischbach y McLoughlin son dos youtubers angloparlantes muy reconocidos, y ambos jugaron al juego ya mencionado.
En una entrevista con Fischbach en Variety el 8 de marzo de 2023, éste confirmó que se encontraba dirigiendo, escribiendo y actuando para una película, pero sin dar detalles. Más tarde, el 7 de mayo de 2023, McLoughlin confirmó en Twitter su aparición en la película.

### Preproducción
Szymanski tendrá un cameo en la cinta, además de haber ayudado con el guion y la preproducción. También se ha confirmado la participación de Andrew Hulshult como compositor de la película.

### Rodaje y postproducción
El 21 de abril de 2023, Fischbach anunció oficialmente la adaptación a la pantalla grande de Iron Lung, junto a un pequeño adelanto de la película.  Además, Deadline Hollywood confirmó que Fischbach estaba financiando la película, y coprotagonizándola con Caroline Rose Kaplan y produciéndola con Will Hyde y Jeff Guerrero.
El rodaje ya había comenzado en Austin, Texas. Szymanski aseguró que la película estaba prevista para su estreno en cines,  marcando la película como la primera película teatral de Fischbach.
Durante la producción, Fischbach afirmó que Iron Lung contendrá la mayor cantidad de sangre falsa de cualquier película de terror, superando los casi 200.000 litros utilizados en  Evil Dead. Durante el rodaje, Fischbach tuvo que ir al hospital debido a que le entró demasiada sangre falsa en los ojos, y coincidió con la fecha de su cumpleaños.
El 29 de abril de 2023, Fischbach anunció en su canal de YouTube que se había completado el doblaje, comenzando los procesos de edición y postproducción.
Debido a que Fischbach es miembro de SAG-AFTRA, la huelga de SAG-AFTRA de 2023 perjudicó a la producción de la película, la cual se vio retrasada.
El 14 de octubre de 2023, Fischbach publicó el tráiler oficial de la película en su canal de YouTube. El 16 de octubre, confirmó que había rechazado un papel en Five Nights at Freddy's a modo de cameo, debido a que ambas películas tenían horarios de grabación similares.
El 15 de mayo de 2024, Markiplier confirmó que había terminado su parte de la película, y que estaban ya en el estrecho final de finalizarla. A su vez, ha afirmado que está contento con el resultado y cree que su audiencia disfrutará su largometraje. 